# Krasna zemljo
Krasna zemljo (lett. "Terra bellissima") è l'inno ufficiale della Regione istriana. Il testo fu scritto da Ivan Cukon (Zuccon) (1868-1928) mentre il brano fu composto da Matko Brajša Rašan (1859-1934).
Originariamente noto come Inno della Compagnia di S. Cirillo e Metodio, il brano ottenne una popolarità tale che, il 23 settembre 2002, l'Assemblea della Regione Istriana lo proclamò inno ufficiale.
Sebbene la Regione istriana abbia ufficialmente adottato il bilinguismo croato-italiano, l'inno non è mai stato tradotto ufficialmente in italiano.

## Testo
Krasna zemljo, Istro mila

dome roda hrvatskog

Kud se ori pjesan vila,

s Učke tja do mora tvog.

Glas se čuje oko Raše,

čuje Mirna, Draga, Lim

Sve se diže što je naše

za rod gori srcem svim.

Slava tebi Pazin - grade

koj' nam čuvaš rodni kraj

Divne li ste, oj Livade

nek' vas mine tuđi sjaj!

Sva se Istra širom budi

Pula, Buzet, Lošinj, Cres

Svud pomažu dobri ljudi

nauk žari kano krijes.
Bella terra, Istria mia

patria della stirpe croata

Dov'è cantato un inno fatato

dal Monte Maggiore fino al tuo mar.

La voce si sente attorno al Canale d'Arsa,

udita sul fiume Quieto, Draga e Canal di Leme

Tutto quel che è nostro s'innalza

perché il suo cuore arde per la gente.

Gloria a te Pisino - città

che custodisci il nostro territorio natio

Sei bella, o Levade,

che il brillar altrui cessi d'innanzi a te!

Tutta l'Istria si sveglia

Pola, Pinguente, Lussino, Cherso

Ovunque la brava gente porge un aiuto

Il sapere brilla come braci.